# 埃莱娜·萨尔加多
埃莱娜·萨尔加多·门德斯（西班牙語：Elena Salgado Méndez，西班牙語發音：[eˈlena salˈɣaðo ˈmendeθ]，1949年5月12日—），西班牙政治人物，西班牙工人社会党党员，曾任副首相职务。

## 生平
1949年生于西班牙西北部加利西亚地区的奥伦塞。早年毕业于马德里理工大学工业工程学和产业组织学专业，同时毕业于马德里康普顿斯大学，获经济学执业学位。后在产业组织学院深造，获管理学硕士学位。
1982年西班牙工人社会党上台执政后进入政府工作。1984年4月，担任西班牙经济与财政部人事核算总局分析与协调副局长。1985年10月至1991年4月，担任人事核算和公共养老事务总局局长。1991年4月至1996年1月，担任公共工程、交通和环境部通信事务秘书长。1996年西班牙工人社会党大选失利后，她离开政府。1996年至1997年曾短暂担任马德里皇家剧院经理。之后在一些电信公司工作。
2004年4月，西班牙工人社会党在大选中获胜重新上台后，她出任卫生与消费大臣。任期内，她把西班牙的禁烟运动搞得有声有色，得到了世界卫生组织的赞许。2006年5月，担任第58届世界卫生大会主席。同年11月，她获得西班牙政府推荐，参加世界卫生组织总干事补选。她是唯一非医生出身的候选人，也是唯一的圈外人士，但最终输给了陳馮富珍。
2007年7月，改任公共行政大臣。2009年4月，担任西班牙副首相兼经济和财政大臣。2011年11月，西班牙工人社会党在大选惨败，成为在野党。她也退出了政坛。

## 荣誉
- 大十字级卡洛斯三世勋章（2011年）[8]